# Giuseppe Pederiali
Giuseppe Pederiali, noto anche con lo pseudonimo di Rubino Ventura (Finale Emilia, 16 luglio 1937 – Milano, 3 marzo 2013), è stato uno scrittore, fumettista e giornalista italiano.

## Biografia
Emiliano di nascita e di cultura, opera nei suoi romanzi un felice impasto tra le fantastiche metamorfosi del reale e i terrestri incantesimi dell'immaginazione spirituale. La sua narrativa combina abilmente la semplicità dell'avventura e l'ambiguità della metafora. 
Prima di dedicarsi soltanto alla narrativa, ha fatto molti mestieri, dal marinaio al programmatore di computer, al giornalista (ha vinto il Premio Estense con una raccolta di articoli). Da quelle esperienze sono nati i romanzi Marinai e Il lato A della vita. Di grande successo la trilogia fantastica formata dai romanzi Le città del diluvio, Il tesoro del Bigatto e La Compagnia della Selva Bella. Il tesoro del Bigatto è un long-seller da un milione di copie: dal 1980 continua a essere adottato nelle scuole italiane e venduto in libreria nell'edizione tascabile.
Alla vita e alla vicenda sportiva dell'atleta Dorando Pietri ha dedicato il romanzo Il sogno del maratoneta, da cui è stata tratta una serie televisiva omonima con Luigi Lo Cascio, andata in onda su Rai Uno nel 2012.
Alcuni suoi romanzi sono ispirati ai fatti della seconda guerra mondiale: Stella di Piazza Giudìa, I ragazzi di Villa Emma, L'amica italiana. Romanzi storici sono Emiliana, Donna di spade e Una donna per l'inverno.
Sotto il titolo Padania felix ha raccolto saggi e interventi giornalistici (in particolare le Fiabe Padane che pubblicava sul Giorno: racconti o commenti ispirati a tradizioni e a fatti di cronaca).
Ha pubblicato, con grande successo, i volumi di racconti L'Osteria della Fola (Premio letterario Piero Chiara 2002) e Il paese delle amanti giocose.
L'ispettore Camilla Cagliostri è la protagonista dei romanzi thriller Camilla nella nebbia, Camilla e i vizi apparenti, Camilla e il Grande Fratello, Camilla e il Rubacuori.
Saltuariamente ha scritto per il cinema e la televisione. Dal romanzo Venivano dalle stelle è stato tratto il film Luci lontane del 1987, diretto da Aurelio Chiesa, prodotto da Claudio Argento, e interpretato da Tomas Milian e Laura Morante. Ha condotto alla Radio Rai la trasmissione I giorni.
Fu anche prolifico autore di fumetti, in particolare per le case editrici Bonelli, Ediperiodici e Edifumetto, spesso utilizzando lo presudonimo di Rubino Ventura.  nel filone dei fumetti erotici anni 70-80, insieme a Leone Frollo, crearono personaggi come Yra la vampira, Naga la maga, oltre al generico, Casino, e tanti altri. 
Sue opere sono tradotte in Germania, Inghilterra, Russia, Francia e Giappone.
La sua ultima opera pubblicata in vita, il romanzo L'amore secondo Nula, è parzialmente autobiografica e parla del legame affettivo tra lo scrittore emiliano e il suo cane.
È morto il 3 marzo 2013 a Milano a 76 anni all'Ospedale Fatebenefratelli, dopo un mese di coma dovuto a un investimento stradale.

## Poetica
Secondo il critico Giovanni Negri, la narrativa di Pederiali s'inserisce a pieno titolo nella tradizione del fantastico italiano, che è di tipo mediterraneo e solare, differenziandosi dalle atmosfere gotiche e oscure evocate dalla letteratura fantastica ultramontana. La dimensione "topografica", nel senso dei luoghi dove sono ambientate le storie con tutte le connessioni storiche e antropologiche del caso, vi rivestirebbe un ruolo essenziale. Spesso si tratta di un mondo in trasformazione, uscito da una plurimillenaria civiltà contadina per lanciarsi in una modernità ipertecnologica. I due pilastri su cui poggia la base culturale e letteraria dei suoi romanzi, anche quelli di tipo più realistico, sono da una parte la tradizione popolare e dall'altra la ricerca storica, che ha alcuni periodi particolarmente frequentati come il Medioevo e l'Olocausto degli Ebrei durante la Seconda guerra mondiale.

## Opere

### Narrativa adulti
- L'ex baleniera: inventario di una nave (Quartiere Editore 1966)
- Oroscopo favorevole (Carroccio 1967)
- La grande mamma (1971)
- Povero assassino (Fratelli Fabbri Editori 1973)
- Venivano dalle stelle (Campironi Editore 1974)
- Quando i marziani scesero in Emilia (Campironi)
- I cieli degli Ufo (Geis 1975)
- La donna selvaggia (Coines 1976)
- Le città del diluvio (Rusconi 1978, Giunti 1998)
- Il tesoro del Bigatto (Rusconi 1980, edizione tascabile 1994; Edizioni Scolastiche Bruno Mondadori 1981)
- La Compagnia della Selva Bella (Bompiani 1982, BUR 1992; Edizioni Scolastiche Bruno Mondadori 2001) (Premio Chiavari)
- Il drago nella fumana (Rusconi 1984) (Premio Penne, Premio Sorrento) (tradotto in Germania dalle Edizioni Weitbrecht di Stoccarda, 1988, con il titolo Der Nebeldrache)
- Una donna per l'inverno (Rusconi 1986)
- La mangiatrice di uomini (Rusconi 1988)
- Il ragno d'oro (Rizzoli 1989)
- Donna di spade (Rizzoli 1991) (Premio Campione d'Italia)
- Marinai (Rizzoli 1994)
- Stella di Piazza Giudìa (Giunti 1995) (Premio Sirmione-Catullo)
- Emiliana (Giunti 1997)
- L'amica italiana (Mondadori 1998) (Premio Frontino Montefeltro, Premio Fenice Europa)
- Il lato A della vita (Aragno 2001)
- L'Osteria della Fola (Garzanti 2002) (Premio Chiara,[7] Premio Dessì)
- Camilla nella nebbia (Garzanti 2003, Elefanti Thriller 2004) tradotto in Giappone e Germania da Blanvalet con il titolo Die Tote im Nebel.
- Camilla e i vizi apparenti (Garzanti 2004, Mondolibri 2005, Elefanti Thriller 2005) tradotto in Germania da Blanvalet con il titolo Der Kuss des Bosen.
- Camilla e il Grande Fratello (Garzanti 2005, Elefanti Thriller 2008) tradotto in Germania da Blanvalet con il titolo Todesshow.
- Il paese delle amanti giocose (Garzanti, 2006) Premio Città di Offida
- Il sogno del maratoneta (Garzanti, 2008)
- La vergine napoletana (Garzanti, 2009) Premio Letterario Internazionale  "Alessandro Manzoni - Città Di Lecco"[8]
- Camilla e il Rubacuori (Garzanti, 2010)
- Il Ponte delle Sirenette (Garzanti, 2011)
- È Natale, accaressami (Garzanti, 2011)
- L'amore secondo Nula (Garzanti, 2012)
- Mangiami adagio (Barbera, 2013)
- Il monastero delle consolatrici (Garzanti, 2014)
- La setta dei Golosi (Garzanti, 2016)

### Narrativa per ragazzi
- Le porte del tempo (Bietti 1973)
- Due milioni di anni fa (Rusconi 1977)
- Dove vanno gli zingari (Rusconi 1979) (Premio Castello 1992)
- I ragazzi di Villa Emma (Bruno Mondadori 1989) (Premio Castello, Premio Valtesine)
- Il bambino senza un venerdì (Centoggi 1992; Bruno Mondadori 2001)
- Avventura a Quel Paese (Aragno 2000) (Premio Castello)
- Il re di Saba (Signorelli 1993)
- Il primo treno per l'Africa (Signorelli 1995)
- Finalmente si balla (Arnoldo Mondadori 1995)
- Ragazzi d'onore (Bruno Mondadori 1996)
- Il bambino che non voleva nascere (Giunti 1996) (Premio Europeo di Letteratura Giovanile Pier Paolo Vergerio) (Tradotto in Giappone nel 2001)
- Il diario di Jorg (Bruno Mondadori 1998)
- Maramao perché sei morto? (EL 1999)
- Avventura in Egitto (La Scuola 2000)
- Jorg e Marian (Bruno Mondadori 2000)
- Avventura a Quel Paese (Aragno 2000) (Premio Castello)
- Il drago di pietra (SEI 2002)
- La strana cosa (Einaudi 2002)
- Le case dei sogni bambini (Bruno Mondadori 2003)

### Riduzioni scolastiche
- La secchia rapita (Arnoldo Mondadori Scuola)
- Orlando furioso (Arnoldo Mondadori Scuola)

### Fumetti per adulti
- Isabella (Edizioni Sessantasei/Erregi) 1966.
- Zora la vampira (Edifumetto) 1972.
- Biancaneve (Edifumetto) 1972.
- Casino (Edifumetto) 1985.
- Naga la maga (Edizioni del Vascello) 1975.
- Yra la vampira (Edifumetto) 1980.
- Sexy Favole (Edifumetto) 1973.
- Fata Turchina (Edifumetto) 1975.

### Varia
- Dischi volanti: benvenuti (Carroccio 1968) (con Inisero Cremaschi)
- Arrivano gli Ufo (Edifumetto 1974) (con Inisero Cremaschi)
- Il cavaliere di pietra (Touring Club 1996)
- Uxoricidi (Comix 1997)
- Padania felix (Diabasis 1999) (Premio Estense)
- Il paesaggio che verrà (con Piero e Alberto Angela e Franco Fontana, Franco Cosimo Panini 2000)